# Elesbão de Axum
Calebe (em amárico:  ካሌብ), também conhecido como Santo Elesbão, Ela Asbá (Ella Asbeha/Atsbeha) ou Elasboas (em grego: Ελεσβόας; m. 555)  foi um rei do Império de Axum que reinou entre. c. 493-531. É um santo da Igreja Católica, venerado no dia 27 de outubro.  Representado como um rei negro da Etiópia, a veneração de Elesbão teve muita difusão no Brasil colonial entre os escravos africanos e seus descendentes.   Seu título real era bisi lazen 

## Vida
Elesbão foi um rei de Axum, 47° da sua dinastia. Segundo a tradição, era descendente do rei Salomão e da rainha de Sabá. No século VI, Elesbão conseguiu expandir o reino cristão da Etiópia através do Mar Vermelho até a Península Arábica e o Iêmen, convertendo árabes e judeus à fé cristã. 
Aproximadamente em 523, Dunaas, um rei judeu do Reino Himiarita (atual Iêmen), lançou uma rebelião contra Elesbão. Dunaas massacrou cristãos do seu reino, incluindo o vice-rei instalado por Elesbão na cidade de Zafar. Com o apoio do imperador bizantino Justino I  Elesbão reage e consegue vencer Dunaas numa guerra, possivelmente em 524/525, restabelecendo a fé e colocando no trono do reino de Dunaas um rei cristão, Esimifeu (r. ca.  525–531). 
No fim da vida, Elesbão abdicou do trono em favor do seu filho e repartiu suas riquezas entre os pobres. Em Jerusalém depositou sua coroa na Igreja do Santo Sepulcro e passou a viver como eremita. Morreu no ano de 555.

## Culto
No Brasil colonial, a Igreja Católica utilizou a vida de santos africanos de cor negra, particularmente São Benedito, Santo Elesbão e Santa Ifigênia, para promover a religião católica entre os negros escravos e forros. Várias obras hagiográficas celebrando estes personagens foram publicadas no século XVIII, como Os dois atlantes de Etiópia. Santo Elesbão, Imperador XLVII da Abissínia, advogado dos perigos do mar & Santa Ifigênia, Princesa da Núbia, publicado entre 1735 e 1738 pelo frei carmelita José Pereira de Santana. Nesta e em outras obras, tanto a Etiópia como a Núbia são descritos como fiéis defensores da fé cristã, tendo, em Santo Elesbão e Santa Ifigênia, seus maiores campeões. 
Graças à ação catequética e à necessidade de associação dos negros, várias irmandades religiosas dedicadas a Santo Elesbão surgiram entre os negros escravos ou alforriados no século XVIII. As irmandades - que existiam separadas para negros, pardos e brancos - davam, aos seus membros, um âmbito de ajuda mútua e inserção social. 